# Grammopelta lineata
Grammopelta lineata är en fjärilsart som beskrevs av William Schaus 1906. Grammopelta lineata ingår i släktet Grammopelta och familjen påfågelsspinnare. Inga underarter finns listade i Catalogue of Life.